# Allochrostes rubridentata
Allochrostes rubridentata là một loài bướm đêm trong họ Geometridae.